# Trichomalus gracilicornis
Trichomalus gracilicornis är en stekelart som först beskrevs av Zetterstedt 1838.  Trichomalus gracilicornis ingår i släktet Trichomalus och familjen puppglanssteklar. Arten är reproducerande i Sverige. Inga underarter finns listade i Catalogue of Life.